# Радослав (Поморське воєводство)
Радослав (пол. Radosław) — село в Польщі, у гміні Потенґово Слупського повіту Поморського воєводства. Населення — 143 особи (2011).
У 1975-1998 роках село належало до Слупського воєводства.

## Демографія
Демографічна структура станом на 31 березня 2011 року:
|          | Загалом | Допрацездатний вік | Працездатний вік | Постпрацездатний вік |
| -------- | ------- | ------------------ | ---------------- | -------------------- |
| Чоловіки | 69      | 22                 | 43               | 4                    |
| Жінки    | 74      | 26                 | 39               | 9                    |
| Разом    | 143     | 48                 | 82               | 13                   |